# La colegiala
«La colegiala» es un sencillo escrito por compositor peruano Walter León Aguilar e interpretada por primera vez por el grupo peruano de cumbia Los Ilusionistas. Fue publicado en 1975 como sencillo del álbum Dinsa.

## Historia
La canción fue grabada por Rodolfo Aicardi (líder de Rodolfo y su típica RA7) a 45 rpm y publicada en 1982 en Sudamérica por su compañía discográfica, RCA; La colegiala fue el sencillo elegido por Publicis como música para un comercial de Nescafé (inicialmente para el mercado ecuatoriano y luego en todos los demás países latinoamericanos), en poco tiempo se convirtió en un éxito en todo el subcontinente hasta el punto de convencer a la compañía publicitaria de usar la música también para los anuncios europeos a inicios de la década de 1980. El sencillo fue publicado en 1983 en Europa, donde vendió muchas copias, especialmente en España, Francia e Italia; en este último país permaneció en las listas de éxitos durante veintiuna semanas, alcanzando el tercer lugar en su máxima posición.

## Versiones
De fama latinoamericana, La colegiala se ha grabado en muchas versiones y ritmos. Se han grabado distintas versiones del tema, con intérpretes tan variopintos como el grupo Caló, Caló y Margarita, Caló con la Banda MS de México, los Gipsy Kings de Francia, Jean-Claude Borelly de Francia, Georgie Dann de Francia (1987), Fausto Papetti de Italia, Álex Bueno de República Dominicana (1988),  Sandra Reemer de Holanda (1990), King África de Argentina, Los Fatales de Uruguay, Miguelo de Chile, Pastor López de Venezuela, Gary Low (1984) de Italia, el grupo Parchís de España, Rodolfo Aicardi y su Típica RA7 de Colombia, así mismo de interpretaciones en vivo por parte de Los hermanos Aicardi. Posteriormente, The Boy Next Door, Fresh Coast feat. Jody Bernal en 2017, y en 2021 se adapta al género urbano con el nombre "Ten cuidado" interpretado por Pitbull, Farruko y compañía.

### Adaptaciones en otro idiomas
Richard Gotainer la adaptó al francés bajo el título "Les frappés du café", Serge Nelson como "Les frappés du café (La Colegiala Remix)", Crooked Stilo (en 2004, retitulándolo como "Mis Colegialas", King África lo lanzó como "Africana", con cambios adicionales en las letras y la música. İdo Tatlıses lo lanzó en turco como "Sen". En 2010, Belle Pérez lo lanzó con cambios notables en las letras en español.
La banda sonora de la película india Ullaasam contiene la canción "Cho Larey", basada en "La Colegiala".